# Xian de Mizhi
Le xian de Mizhi (米脂县 ; pinyin : Mǐzhī Xiàn) est un district administratif de la province du Shaanxi en Chine. Il est placé sous la juridiction de la ville-préfecture de Yulin.

## Démographie
La population du district était de 207 566 habitants en 1999.